# Joseph Stevens sr.
Joseph Stevens (Wednesfield (Wolverhampton), 1856 - 16 augustus 1941) was een Brits ondernemer die als smid werkte in Wolverhampton. Uit zijn bedrijf ontstonden de Stevens Screw Company, de 
Stevens Motor Manufacturing Company en uiteindelijk het bedrijf AJS, dat inbouwmotoren, motorfietsen, auto's, autobussen en radio's produceerde. 

## Persoonlijk leven
Joseph Stevens was de zoon van Joseph Stevens (Hanbury (Worcestershire), 1822 - Wednesfield, 1897) en Mary Ann Ames (1824-1908). Vader Joseph werkte als smid in Wednesfield (Wolverhampton).
Joseph trouwde met Sarah Ann Preston (1855-1907). Joseph en Sarah Ann kregen negen kinderen: Lucy (1875), Harry (1876), George (1878), Joseph jr. (1881), Lily (1884), Albert John ("Jack") (1885), Ethel (1888), Daisy (1890) en William ("Billie") (1893).
In 1881 woonde de familie aan Hickman Street in Wednesfield. In 1894 verhuisde het gezin opnieuw, dit keer naar Tempest Street. In 1901 woonden de zoons George, Joseph jr. en Albert John nog thuis. Ze stonden ingeschreven als bankwerker. Dochter Lily was pas veertien jaar, maar deed al kantoorwerk. Harry was in 1899 getrouwd met Annie Game en woonde op zichzelf. Moeder Sarah Ann overleed in 1907. Joseph hertrouwde in 1908 met Sarah Williams. Zij was de moeder van Charles William Hayward, de producent van de Hayward zijspannen. In 1911 woonde het gezin van Joseph Stevens aan Penn Road in Wolverhampton. Joseph stond nu ingeschreven als producent van bouten en moeren. Alle dochters woonden nog thuis, maar van de zoons was alleen de jongste (William) nog thuis. George was in 1904 getrouwd, Joseph jr. in 1910 en Albert John in 1907. Toen Albert John, Harry, Joseph jr. en George samen het motorfietsmerk AJS begonnen, bleef William met zijn vader en zusters in de Screw Company werken. Na zijn diensttijd tijdens de Eerste Wereldoorlog als motorordonnans in de Dardanellen, tijdens de Gallipoliveldtocht, in Thessaloniki en aan het Westfront werd hij directeur van de Screw Company. Hij werkte echter ook voor zijn broers als hoofd van de reservedelen-afdeling en als schrijver van de instructieboeken.
Sarah Williams overleed in 1933. Joseph sr. overleed op 16 augustus 1941.

## J. Stevens Co.
In 1874 begon Joseph Stevens als zelfstandig smid te werken aan Cross Street in Wednesfield. Zijn bedrijf heette J. Stevens & Co. Joseph bouwde persen, maar hij maakte ook faam als reparateur van tuinmachines, kruiwagens en fietsen. In 1891 werkte de oudste zoon Harry als veertienjarige al als machinebouwer in het bedrijf van Joseph. Het gezin was toen verhuisd naar Mark Street. Harry leerde snel en ontwikkelde al vroeg eigen machines voor de productie van sloten.

## Stevens Motor Manufacturing Company
Aan het einde van de jaren negentig kocht Joseph een Amerikaanse stationaire motor van het merk Mitchell. Dat trok de aandacht van Harry, vooral toen het motortje nogal onbetrouwbaar bleek te zijn. Harry verbeterde het en bouwde uiteindelijk samen met broer Joseph jr. een eigen motor. Ze lieten de gietstukken bij een bedrijf in Derby maken en bouwden de motor in hun vrije tijd. Het werd een succes. Hoewel de carburateur van een oud mosterblikje was gemaakt, was de motor betrouwbaar en sterker dan de Mitchell-motor. Ze leverde 1¾ pk. Joseph besloot de motor te gaan verkopen aan de industrie in Wolverhampton en richtte daarom in 1899 de Stevens Motor Manufacturing Company op. In 1903 bouwden de gebroeders Stevens hun voorlopig enige motorfiets. Zus Lily, 19 jaar oud, werd de eerste vrouwelijke motorrijder van Wolverhampton toen ze de machine door de straten reed. William Clarke van de firma Wearwell Cycle Works raakte geïnteresseerd. Hij had in Pountney Street zijn eigen bedrijf opgericht. Voor de Wearwell-fietsen werden door J. Stevens Co. al spaken, bouten en moeren geleverd. Clarke sloot een contract met de gebroeders Stevens voor de levering van een vast aantal inbouwmotoren per week. Zo ontstond het merk Wearwell-Stevens, maar ook Clyno en Sunbeam startten hun gemotoriseerde bestaan met inbouwmotoren van Harry Stevens.

## Stevens Screw Company
Hoewel de verkoop van de motoren van Stevens MMC aanvankelijk goed liep, zorgde een daling in de verkopen in 1905 voor financiële zorgen. Om de productie van bouten, moeren, klinknagels, draadeinden en andere producten veilig te stellen, richtte Joseph Stevens in 1906 de Stevens Screw Company Limited op. Daarvoor kocht hij een grote fabriek tussen Retreat Street en Penn Road. Schuin tegenover aan Retreat Street lag vanaf 1909 de fabriek van Stevens MMC. Joseph werd er directeur en Lily en Daisy werkten er. Aanvankelijk waren er zes personeelsleden, maar het bedrijf breidde snel uit en werd gemechaniseerd met machines die deels door Harry ontwikkeld waren. Toen de broers hun gebouw in 1917 verlieten om de Graiseley Hill Works te betrekken kwam hun oude fabriek in bezit van de Stevens Screw Company. Toen William Stevens na zijn diensttijd in de Eerste Wereldoorlog thuis kwam maakte Joseph hem onmiddellijk directeur van de Screw Company. Terwijl het bedrijf AJS van de andere broers in 1931 failliet ging, bleef de Screw Company succesvol. George, Harry, Joseph jr. en Albert John begonnen in hun oude fabriek aan Retreat Street het bedrijf Stevens Brothers Ltd., waar ze eerst een bestelvoertuig en later ook weer motorfietsen gingen produceren. Zo bood de Screw Company hen de mogelijkheid een doorstart te maken. 
In de jaren vijftig had de Screw Company meer dan 70 werknemers. In 1956 werd Jim Stevens, de zoon van William, directeur. Toen zijn vader en ooms waren overleden besloot Jim Stevens het bedrijf Stevens Brothers Ltd. in 1956 te verkopen aan oud-coureur Leo Davenport en zich volledig te concentreren op de Stevens Screw Company. Vanaf de jaren zeventig begon het bedrijf in te krimpen omdat veel klanten de productie beëindigden. Jim en zijn vrouw Joan wilden in 1991 het bedrijf sluiten en met pensioen gaan, maar na overleg met een van de klanten, Rothley Tube Limited, besloot Jim het op kleinere schaal voort te zetten.

## A.J. Stevens & Co (AJS)
In 1909 bouwden Harry, Joseph jr., George en Albert John het bedrijf Stevens Motor Mfg. Co. om tot A.J. Stevens & Co. (AJS). Na jarenlang alleen inbouwmotoren te hebben geleverd wilden ze nu onder eigen naam gaan deelnemen aan de TT van Man. Ze betrokken aanvankelijk een fabriek aan Retreat Street tegenover de Stevens Screw Company, maar verhuisden in 1917 naar het landgoed Graiseley Hill. In de jaren tien begonnen ze met de productie van lichte motorfietsen, de AJS Modellen A en B, maar ook met de zware AJS V-twins die vooral als zijspantrekker dienst deden. Een levering van 1100 motorfietsen aan het Russische leger en de productie van munitie zorgde ervoor dat hun bedrijf de Eerste Wereldoorlog overleefde. In de jaren twintig werd de lijn uitgebreid met 250-, 350- en 500cc-eencilinders, maar na de Beurskrach van 1929 ging het slecht en in 1930 besloten de aandeelhouders om het faillissement aan te vragen. Het merk AJS werd verkocht aan Matchless in Woolwich. De motorfietsproductie werd onmiddellijk overgebracht naar Londen. AJS maakte inmiddels ook auto's, waarvan de productie werd overgenomen door Crossley Motors, en radio's, die werden overgenomen door Symphony Gramophone and Radio Company Limited. AJS motorfietsen bestond onder de paraplu van Matchless nog tot de jaren zestig, maar zonder inmenging van de familie Stevens.

## Stevens Brothers Ltd./Wolverhampton Auto-Machinists Ltd.
De familie Stevens bezat een flink aantal fabrieken in Wolverhampton, maar na het faillissement van AJS was daar alleen nog de fabriek van de Stevens Screw Company aan Retreat Street van over. In mei 1932 begonnen de vijf broers daar Stevens Brothers (Wolverhampton) Limited. Vanaf 1932 produceerden ze het Stevens Light Commercial Vehicle, een driewielig bestelwagentje met een motorfiets-voorvork. In 1932 volgden weer motorfietsen, de 250cc-modellen D.S.1 en U.S.2. In 1935 verschenen de 350cc-modellen H.L.3 en L.L.4 en het 500cc-Model L.P.5. Joseph en Albert John waren in 1934 hun eigen bedrijf Wolverhampton Auto-Machinists Limited begonnen omdat Stevens Brothers geen vijf directeuren kon onderhouden. In 1956 werd Stevens Brothers Ltd. samen met de Screw Company verkocht aan Leo Davenport. Die zette het bedrijf tot 1992 voort, maar de motorfietsproductie was in 1938 al beëindigd.

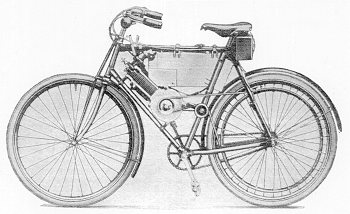
De eerste stapjes op motorfietsgebied van Harry Stevens: een Mitchell-industrieblokje in een BSA-fietsframe, gebouwd in 1899.
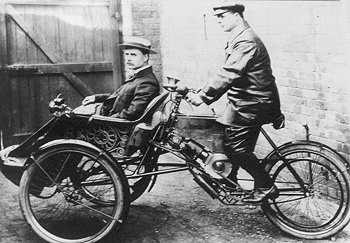
Een Wearwell "Motette" tricycle uit 1903 met Fred Adey als rijder en Harry Stevens als passagier.
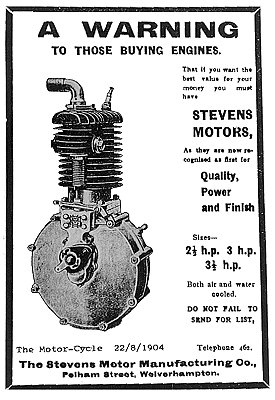
Advertentie voor een motorfietsblok uit 1904. Het merk heette toen nog "Stevens Motor Mfg. Co.".
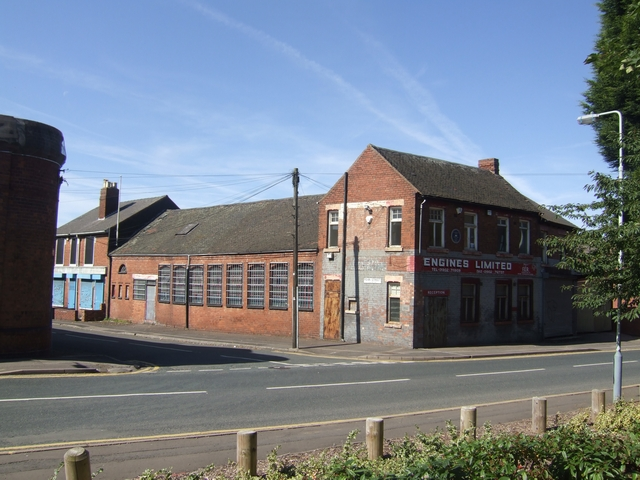
De oude fabriek aan Retreat Street in 2009.
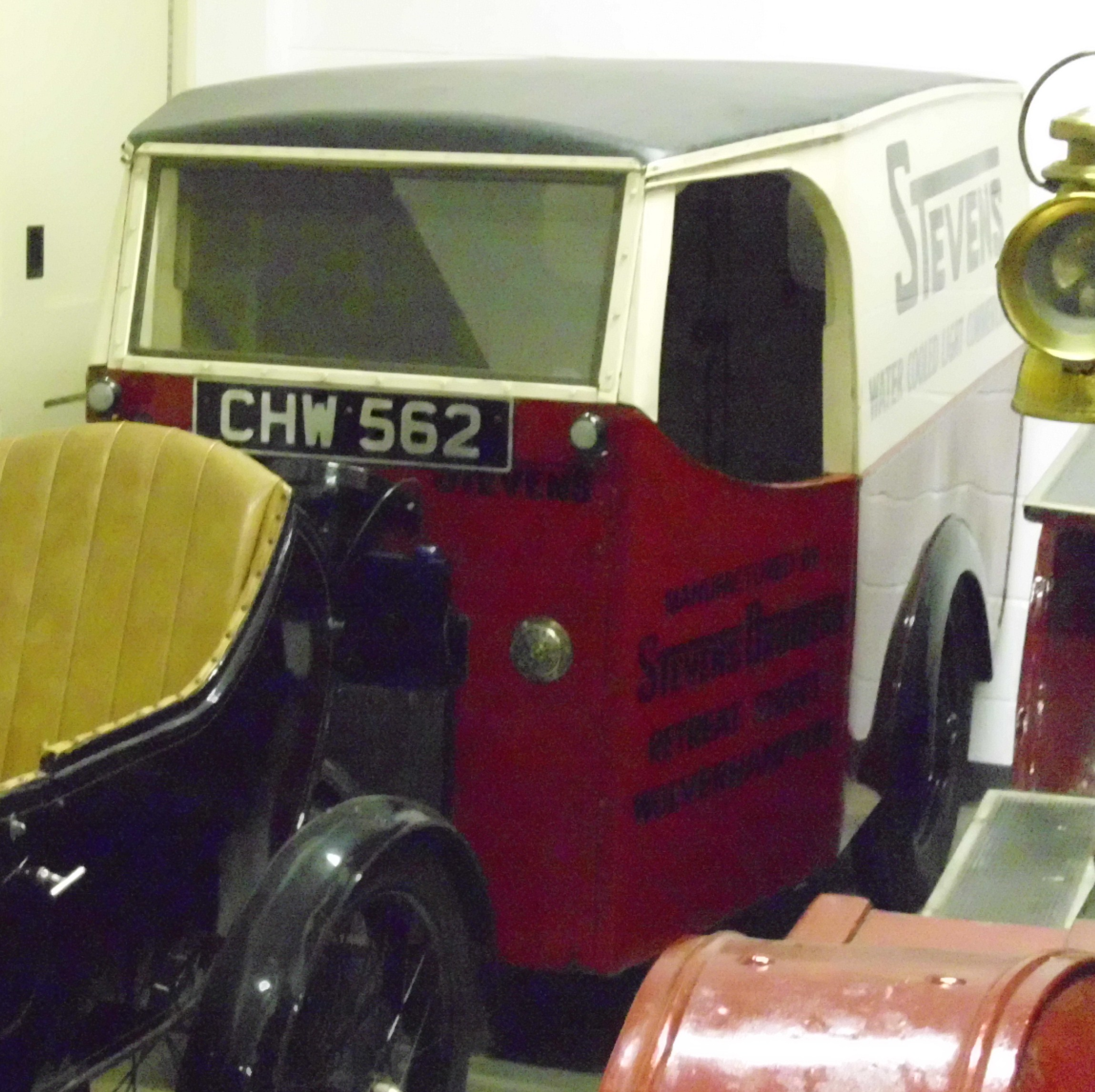
Stevens Light Commercial Vehicle uit 1936
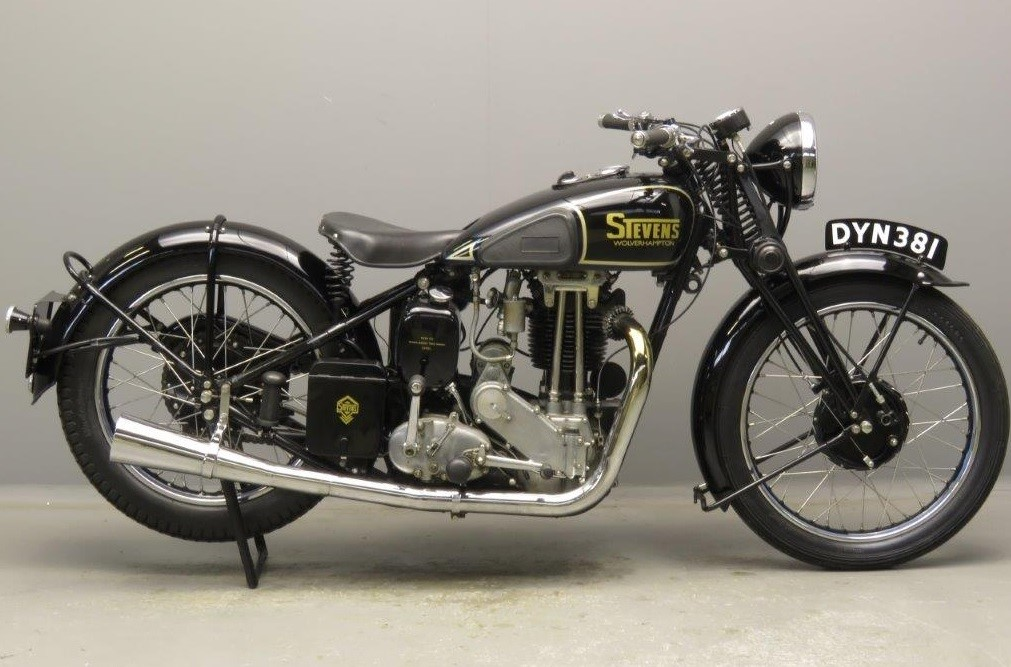
De Stevens-motorfietsen werden geproduceerd in de gebouwen van de Stevens Screw Company.